# Gräbersberg
Der Gräbersberg ist mit 513,1 m ü. NHN die höchste Erhebung des westlichen Westerwalds, also der Landschaft von der Nister im Osten bis zum Rhein im Westen. Am Hang des Gräbersberges liegt östlich der zur Verbandsgemeinde Hachenburg gehörende Ort Alpenrod. Im Süden des Berges schließt sich mit dem Ort Lochum das Landschaftsschutzgebiet Westerwälder Seenplatte an.

## Aussichtsturm
Auf dem Gräbersberg wurde 1998 vom Mobilfunknetzbetreiber E-Plus der 73 Meter hohe Aussichtsturm Gräbersberg errichtet. Er verfügt in 33 m Höhe über eine Aussichtsplattform von 8,5 m Durchmesser.